# Гридирон фудбал
Гридирон фудбал, такође познат као северноамерички фудбал, или у Северној Америци као једноставно фудбал, је породица фудбалских тимских спортова који се првенствено играју у Сједињеним америчким државама и Канади. 
Амерички фудбал, који користи 11 играча, је облик који се игра у Сједињеним Државама и најпознатији облик фудбала у свету, док канадски фудбал, који користи 12 играча, преовладава у Канади. Друге варијанте деривата укључују фудбал у арени, фудбал за заставу и аматерске игре као што су фудбал на додир и улични фудбал. Фудбал се игра на професионалном, факултетском, средњошколском, полупрофесионалном и аматерском нивоу.
Ови спортови су настали у 19. веку из старијих игара везаних за савремени рагби фудбал, тачније рагби јунион фудбал. Рано су се амерички и канадски фудбал развијали упоредо (али независно) један од другог; Корен игре познате као "фудбал" данас потиче од игре 1874. између Универзитета Харвард и МекГил, након чега је америчка школа усвојила правила канадске школе која су више слична рагбију.
Временом су канадски тимови усвојили карактеристике америчке варијанте игре и обрнуто. Обе варијанте се разликују од осталих фудбалских спортова по употреби кацига од тврде пластике и јастучића за рамена, додавању напред, систему падова, низу јединствених правила и позиција, мерењу у уобичајеним јединицама јарди (чак и у Канади, која је углавном била метричка) и препознатљива смеђа кожна лопта у облику испруженог сфероида са шиљастим крајевима.
Међународно управно тело за овај спорт је Међународна федерација америчког фудбала (ИФАФ); иако организација игра сва своја међународна такмичења по америчким правилима, користи дефиницију игре која је довољно широка да укључује канадски фудбал под својим кишобраном, а Футбол Канада (управно тело за канадски фудбал) је члан ИФАФ-а.

## Етимологија
Овај спорт је обично познат као једноставно „фудбал“ у земљама у којима је настао, без обзира на специфичну врсту. У Европи је овај спорт опште познат као "амерички фудбал". Различити извори користе термин „северноамерички фудбал“ када разговарају о америчким и канадским играма заједно, али овај термин је прилично редак.
Ова два спорта су понекад позната и као „фудбал на мрежи“. Име је настало од некада карактеристичног терена за игру: оригинални терени америчког фудбала и канадског фудбала били су обележени низом паралелних линија дуж ширине и дужине терена, што је дало шару шаховнице налик на укрштену решетку за кување. 
Лопта би била сломљена у решетки у којој је оборена у претходној игри. До 1920. године систем мреже је напуштен у корист система дворишних линија и хеш ознака који се данас користе.
Међународна федерација америчког фудбала (ИФАФ) користи „амерички фудбал“, укључујући канадски фудбал и друге варијанте.
У Аустралији, амерички фудбал се често назива „гридирон“ или (у формалнијим контекстима) „амерички фудбал“, јер се „фудбал“ обично односи на аустралијска правила фудбала, рагби лиге или рагби унија, слично како се обично назива фудбал асоцијација „фудбал“ на аустралијском енглеском. Управно тело америчког фудбала у Аустралији је Гридирон Аустралија.
Слично, у Великој Британији амерички фудбал је познат као амерички фудбал, јер се „фудбал“ користи за означавање фудбала.

## Историја
Спорт се развио из неформалних игара које су се играле у Северној Америци током 19. века. Ране игре су имале различита локална правила и углавном су биле сличне модерном рагби савезу и фудбалу. Најранији забележени случај гридирон фудбала десио се на Универзитетском колеџу Универзитета у Торонту у новембру 1861. године.
Касније, 1860-их, тимови са универзитета су играли једни против других, што је довело до стандардизованијих правила и стварања колеџ фудбала. Док је неколико америчких школа усвојило правила заснована на фудбалским правилима Енглеске фудбалске асоцијације, Универзитет Харвард се држао своје традиционалне "игре ношења". У међувремену, Универзитет МцГилл у Монтреалу користио је правила заснована на рагби унији. Године 1874. Харвард и Мекгил су организовали две игре користећи правила један другог. Харварду су се допала Мекгилова правила у рагби стилу и усвојила их. Заузврат, коришћени су када су Харвард и Универзитет Јејл играли своју прву међуколегијску спортску игру 1875. године, након чега су канадску игру у стилу рагбија усвојили играчи Јејла и гледаоци са Универзитета Јејл и Принстон. Ова верзија игре је касније одиграна са неколико других америчких колеџима у наредних неколико година.
Тимови и организације америчког фудбала су касније усвојили нова правила која су разликовала игру од рагбија.

## Гридирон фудбал - опис
Пре почетка игре, бацање новчића одређује која ће екипа одлучити да ли жели да шутне лопту свом противнику или да прими лопту од свог противника. Сваки тим се поставља на супротне половине терена, са најмање десет јарди размака између њих за почетни ударац. Тим који прими лопту може правилно ухватити (који одмах зауставља игру), ухвати лопту и јури назад све док се носач лопте не ухвати, или, ако је лопта избачена ван граница, пусти лопту у сопствену половину. Тим који шутира може, под посебним околностима, да покуша да поврати сопствени ударац, али правила игре то веома отежавају, па се ова тактика обично користи само као маневар изненађења или из очаја.
Тим у поседу лопте је у нападу, а противник у одбрани. Након прекршаја се даје одређено време (до четрдесет секунди, у зависности од руководећег тела), током којег тимови могу да поставе игру у групи и слободно замењују играче да се поставе у формацију, у којој тим мора да остане савршено мирно најмање једну секунду (захтев формације се не односи на канадски фудбал). Најмање половина играча (седам у стандардном америчком и канадском фудбалу, четири у стандардној игри у дворани) у нападу мора да се поређа на линији борбе у овој формацији, укључујући и снапера, који рукује лоптом пре него што игра почне; остали се могу (и скоро увек) поређати иза линије. Ни напад ни одбрана не могу да пређу линију борбе пре него што игра почне. Када је формација постављена, снепер шаље лопту једном од играча иза себе. (Снепер мора да удари лопту у року од 20 до 25 секунди од када је званичник вратио лопту на позицију након претходне игре, а сат за игру се држи да би се спровела мера.) Када је лопта испуцана, игра је почела, и циљ тима је да настави напредовање лопте ка крајњој зони противника. Ово се може урадити или трчањем са лоптом или правилом које је јединствено у фудбалу познатом као додавање напред. У додавању напред, играч иза линије борбе баца лопту примаоцу који испуњава услове (још један бек или један играч на сваком крају линије), који мора ухватити лопту пре него што дотакне тло. Игра се зауставља када играч са лоптом додирне било којим делом свог тела осим шаке или стопала тло, истрчи ван граница терена, спречен је у даљем напредовању напред, или додавање мнапред удари у тло без да ј елопта ухваћена (у последњем случају, лопта се враћа на место на коме је стопирана). Да би прекинули игру, играчима у одбрани је дозвољено да се боре са носачем лопте у било ком тренутку када је лопта у игри, под условом да не зграбе маску за лице, кацигу или да направе контакт кацига са кацигом када то раде. У било ком тренутку, играч са лоптом може покушати да дода назад или бочно, било ком другом играчу како би задржао лопту у игри; ово је генерално ретко. Сваки играч у одбрани може, у било ком тренутку, да покуша да пресретне додавање напред у лету, у ком тренутку тим добија посед лопте. Они, такође могу да стекну посед тако што ће прекинути додавање или скинути лопту са носача лопте. Типична игра може трајати између пет и двадесет секунди.
Ако се током игре деси било каква недозвољена радња, резултати претходне игре се бришу и досуђује се казна, тим који је прекршио правило мора да преда између пет и петнаест јарди терена противнику. Да ли се овај број јарди мери од првобитне тачке лопте пре игре, тачке недозвољене акције или краја игре зависи од појединачне грешке. Најчешће казне укључују лажни старт (када офанзивни играч скочи да би започео игру пре него што је лопта избачена, казна од пет јарди), задржавање (хватање играча који није носилац лопте да би спречио њихов напредак; казна од десет јарди за офанзивне играче и казна од пет јарди против одбрамбених) и ометање додавања (када примач или одбрамбени играч гура или блокира другог да би их спречио да ухвате додавање). Екипа у нападу не може постићи поене као директан резултат казне. Одбрамбена грешка направљена у сопственој енд зони екипе, ако је казна досуђена са тачке фаула, поставља лопту на линију једног јарда. Насупрот томе, одбрамбени тим може постићи поене као директан резултат пенала. Ако прекршај направи фаул по истом сценарију, одбрамбени тим добија два поена и слободан ударац. У свим другим околностима (осим за отворену и изузетно ретке прекршаје), казна не може бити већа од половине удаљености до крајње зоне. Ако би казна била мање повољна од резултата стварне игре, онда екипа која не изврши казну може да је одбије.
Да би игра наставила да се креће, прекршај мора да направи одређени напредак (10 јарди у већини лига) у оквиру одређеног броја играња (3 у Канади, 4 у Сједињеним Државама), који се назива падовима. Ако напад заиста овако напредује, постиже се први пад и тим добија још 3 или 4 игре да постигне још 10 јарди. Ако не, прекршај губи посед свог противника на месту где се налази лопта. Чешће је, међутим, тим у нападу, ако има минималну шансу да добије први ударац и ако им је преостала само једна игра за то (четврти пао у САД, трећи у Канади), покушати ударити ударац. Постоје две врсте удараца: пунт је када се лопта пушта из руке играча и шутне у поље што је ближе могуће крајњој зони противника без уласка у њу; екипа која удара лопту губи посед лопте након ударца и екипа која прима лопту може покушати да унапред помери лопту или да прави хватање. Други ударац је покушај гола из игре. Ово мора да се покуша ударцем са места или (ређе) ударцем из пада, а ако ударена лопта прође кроз циљ постављен на ивици противничке крајње зоне, екипа постиже три поена. У Канади, сваки ударац који иде у крајњу зону и није враћен, било да се ради о ударцу или промашеном филд голу, додељује се један једини поен.
Ако тим у поседу лопте, у било ком тренутку, напредује (било ношењем или хватањем) лопте у противничку енд зону, то је тачдаун и тим постиже шест поена и слободну игру познату као покушај. У покушају, тим покушава да постигне један или два поена (правила се разликују у зависности од лиге, али према стандардним правилима, гол из игре у покушају вреди један поен док други тачдаун вреди два). На факултетском и професионалном нивоу, одбрана такође може постићи погодак у покушају, али само на истој скали (дакле, неуспешан покушај одбрана враћа за тачдаун даје само два поена, а не шест). Почетни ударци се дешавају након сваког тачдауна и поготка из игре.
Ако се екипа налази у својој крајњој зони и направи фаул, ако се ухвати у коштац са лоптом, или шутира или избацује лопту уназад ван терена за игру кроз исту крајњу зону, одбрана постиже сигуран погодак, вредан два поена.
Након покушаја, безбедног или поготка из игре, екипа која је имала посед лопте враћа се на средину терена и избацује лопту свом противнику, а игра се наставља као и на почетку утакмице.
Игра се наставља до полувремена. (Свака екипа мења своју страну терена са другом половином сваког полувремена, на крају четвртине.) После паузе на полувремену, наступа нови почетни ударац. Која екипа има више бодова на крају утакмице проглашава се победником. У случају нерешеног резултата, свака лига има своја правила за продужетке због нерешеног резултата. 
На свим нивоима игре за одрасле, игра траје 60 минута, подељена на четири четвртине по 15 минута. (Средњошколски фудбал користи четвртине од 12 минута, а опште правило је да што су играчи млађи, то су четвртине обично краће.) Због полувремена, паузе у четвртинама, тајм-аута, минутних упозорења (два минута пре краја од половине у НФЛ-у, три минута у канадском фудбалу), и честа заустављања сата за игру (сат се зауставља, на пример, након сваког непотпуног додавања и сваки пут када лопта изађе ван граница), стварно време потребно да фудбалска утакмица која треба да се заврши обично траје дуже од три сата у НФЛ-у и нешто мање од три сата у ЦФЛ-у.

## Повреде
Према студији из 2017. о мозговима преминулих фудбалера Гридирон-а, 99% тестираних мозгова НФЛ играча, 88% ЦФЛ играча, 64% полупрофесионалних играча, 91% колеџ фудбалера и 21% средњошколаца фудбала играчи су имали различите стадијуме хроничне трауматске енцефалопатије (ЦТЕ).
Друге уобичајене повреде укључују повреде ногу, руку и доњег дела леђа.